# Iris Apatow
Iris Scot Apatow (Los Baños, California; 12 de octubre de 2002) es una actriz estadounidense  conocida por su actuación como Arya en la serie de Netflix Love, y como Charlotte en las películas Knocked Up yThis Is 40.

## Trayectoria
Apatow nació en California, y es la hija de la actriz Leslie Mann y del director de cine Judd Apatow. Su hermana mayor es la actriz Maude Apatow. La familia de su padre es judía. Su bisabuela materna era de ascendencia finlandesa.
Hizo su debut, como actriz infantil, interpretando a Charlotte en la comedia Knocked Up, dirigida por su padre, Judd Apatow. Su hermana Maude también apareció en la película. Ella reinterpretó al personaje en la secuela This Is 40. En 2016, interpretó a Arya en la serie de la televisión Love.En diciembre de 2023 se anunció que se uniría al elenco de la serie de Netflix Unstable.

## Filmografía
| Año       | Título                      | Papel                                       | Nota                                |
| --------- | --------------------------- | ------------------------------------------- | ----------------------------------- |
| 2007      | Knocked Up                  | Charlotte                                   |                                     |
| 2009      | Funny People                | Ingrid                                      |                                     |
| 2012      | This is 40                  | Charlotte                                   |                                     |
| 2016–2018 | Love                        | Arya Hopkins                                | Papel recurrente                    |
| 2016      | La fiesta de las salchichas | Berry Good Candies / Uva #3 / Leche de coco | Voz                                 |
| 2021      | Sour Prom                   | Ella misma                                  | Concierto virtual de Olivia Rodrigo |
| 2022      | The Bubble                  | Krystal Kris                                |                                     |
| 2024      | Unstable                    | Georgia                                     | Posproducción                       |

### Videoclips
| Año  | Título          | Artista           | Ref.  |
| ---- | --------------- | ----------------- | ----- |
| 2017 | Sonora          | Spendtime Palacio | [ 7 ] |
| 2023 | bad idea right? | Olivia Rodrigo    | [ 8 ] |